# Turčekovský vodovod
Turčekovský vodovod je technická památka v Kremnických vrších. Jde o částečně podzemní vodohospodářskou stavbu budovanou od 15. století jako vodní zdroj pro důlní a další technické účely (pohon strojů) v okolí města Kremnica. Dnes napájí kaskádu vodních elektráren. 
Vodovod odebírá vodu z přítoků řeky Turiec a ústí do Hronu, čímž překonává rozvodí mezi povodím Váhu a povodím Hronu. I díky tomu je považován za technický unikát doby, ve které vznikl. Už v 14.-16. století zásoboval 22 km dlouhý Turčekovský vodovod město Kremnica 600 litry vody za sekundu. Význam měl později i pro železniční trať Zvolen-Vrútky, jelikož napájel parní lokomotivy táhnoucí vlaky v tomto náročném terénu (přibližně 170 m3 vody denně).
Stavba dnes sestává z vodního přivaděče dlouhého přes 13 km (samotný Turčekovský vodovod) a soustavy 3 energetických stupňů. Každý je tvořen akumulační nádrží (slouží k částečné denní regulaci), tlakovým přivaděčem (ocelové potrubí o průměru 45-80 cm) a vodní elektrárnou. Odpad vyššího stupně je napojen do akumulační nádrže nižšího stupně. Stupně byly plánovány čtyři, III. stupeň však realizován nebyl.

## Historie

### Původ
Přesto, že Ing. Knopfler ve zprávě o Kremnickém hornictví (1904) uvádí, že vodovod vybudovali v 16. století Thurzovci a Fuggerové, lze se domnívat, že existoval již dříve, protože jeho trasa je naznačena i na starších mapách. Předpokládá se, že mohl být vybudován již v 14. století. Jiný zdroj určuje dobu vybudování přesněji - na roky 1496 až 1507.
Délka přívodního kanálu byla 22 km, avšak v roce 1859 byl opuštěn horní, šestikilometrový úsek kvůli neekonomičnosti provozu - poskytoval jen málo vody s vysokými náklady na údržbu. (Obnovený byl až v letech 1966-1969).

### 19. století
V 19. století byl vodovod tvořen přivaděčem dlouhým 16 896 m se spádem jen přibližně 50 m - byl veden po vrstevnicích, aby byla zachována co největší potenciální energie vody. Šlo o kanál z větší části vykopaný v zemi, po bocích zpevněný kulatinou, dno bylo tvořeno jílem. Kanál byl krytý šindeli a zeminou na ochranu proti padajícímu listí a mrazu.
Přivaděč byl zakončen nad Kremnickými Banemi (Piargu) do potoka, odkud se voda rozváděla přivaděči k průmyslovým zařízením (štoly, stupy, mlýny, papírny ...)

### 20. století
Na přelomu 19. a 20. století došlo k útlumu hornické činnosti a většina šachet už byla mimo provoz. Vodovod napájel několik továren a jiných zařízení a také vodní turbíny instalované v dosud fungujících šachtách, první v r. 1894 pro šachtu Ludovika a úpravnu Ladislav s výkonem 74 kW. Následující rok byla uvedena do provozu vodní elektrárna v Horní Vsi s výkonem 110 kW. Elektrická energie sloužila k pohonu tažných, čerpacích a dalších důlních strojů.
V roce 1913 byla vybudována vodní elektrárna na místě dnešního II. stupně s instalovaným výkonem 110 kW. V květnu 1922 byla dána do provozu elektrárna IV. stupně jako vůbec 1. podzemní vodní elektrárna v Evropě. Instalované zde byly tři horizontální Peltonovy turbíny s výkonem po 430 kW.
30. léta 20. století přinesly rekonstrukci celého vodohospodářského systému s cílem zvýšit výrobu elektrické energie. Trasa přivaděče byla upravena vyražením několika štol. Byly vybudovány akumulační nádrže, elektrárna I. stupně a starší dvě byly zrekonstruovány.

## Současná podoba
Stavbu dnes tvoří přivaděč (původní Turčekovský vodovod), vodní nádrže, tlakové přivaděče a elektrárny I., II. a IV. stupně a dědičná štola odvádějící vodu do Hronu.
Celá trasa včetně úpravny vodních toků až po řeku Hron měří 34 405 m. a má převýšení 587 m. Na trase současného vodovodu je 9 štol, dvě akumulační vodní nádrže, usazovací a vyrovnávací nádrž pod Kremnici, tři vodní elektrárny  a šachta s hloubkou 245 m.
Délka přívodního vodovodu včetně vodních toků od pramene (Studená dolina) po vyústění do akumulační nádrže nad Piargu je 17 411 m a má převýšení 62 m.

### Přivaděč
Přebudovaný historický Turčekovský vodovod dnes tvoří nejvýše položenou část vodohospodářského systému. Jde o betonový plochou klenbou zakrytý kanál lichoběžníkového průřezu. Část přivaděče vede ve vyražených štolách, které na některých místech zkracují trasu původního historického přivaděče. Na trase je postaven jeden akvadukt (před vodní nádrží nad Piargou).
Na Kremnických dolech je odbočka do vodojemu pro potřeby železniční stanice. Odběr je přibližně 300 m3.
Parametry(bez původních toků)
- Délka: 13 728 m
- Výškový rozdíl: 51,3 m
- Sklon
  - Průměr: 3,74 ‰
  - Minimum: 0,85 ‰ - na 8. km
  - Maximum: v štolách (zkracují původní trasu při stejném spádu)
- Příčný profil
  - Kanál: 100 × 65 cm (v horní části), 100 × 85 cm a 120 × 90 cm (v dolní části)
  - Akvadukt: 110 × 75 cm.
- Průtok 1,2 m3/ s (liminigraf před nádrží na Piargu)

### I. stupeň
I. energetický stupeň začíná akumulační nádrží nad Piargou, kam vtéká Turčekovský vodovod. Na vtoku je ostrohranný přepad a limnigraf (tvoří spolu průtokoměr). Nádrž má jalový propad, dnovou výpusť a odběrné místo pro elektrárnu.
Parametry
- Objem 
  - Hrubý: 23 600 m3
  - Užitný 19 300 m3
- Hladina
  - Maximální: 773 m (Úroveň jalového propadu)
  - Minimální: 767.7 m

Na akumulační nádrž navazuje tlakové potrubí ke elektrárně I. stupně. Je kruhového průřezu, ocelové, nýtované. Uložené je pod úrovní terénu a zasypané.
Parametry
- Délka: 864 m
- Spád: 61,35 m
- Průměr
  - Nahoře: 80 cm
  - Dole: 70 cm

Na spodním konci potrubí se nachází vodní elektrárna I. stupně se dvěma Francisovými turbínami a generátory s výkonem 180 a 380 kW. jejíž odpad ústí do akumulační nádrže na Revolte.

### II. stupeň
Akumulační nádrž II. stupně je na Revolte. Má největší objem v soustavě.
Parametry
- Objem 
  - Hrubý: 32 600 m3
  - Užitný 26 700 m3
- Hladina
  - Maximální: 701 m
  - Minimální: 697 m

Z akumulační nádrže vede tlakové potrubí do elektrárny II. stupně. Potrubí je stejné konstrukce jako na I. stupni.
Parametry
- Délka: 1500 m
- Spád: 146,54 m
- Průměr
  - Nahoře: 70 cm
  - Dolů: 65 cm

V elektrárně II. stupně jsou po přestavbě z roku 1937 dvě Francisovy turbíny a generátory s výkonem 280 a 600 kW. Odpad elektrárny je odveden do Kremnického potoka.

### III. stupeň
III. stupeň byl plánován, ale nebyl vybudován. Voda teče Kremnickým potokem. Hrubý spád III. stupně by byl 43 m, což je nejméně ze všech stupňů.

### IV. stupeň
Čtvrtý stupeň zpracovává největší spád, až 244 m. Je odlišný od prvních dvou stupňů, protože potrubí není uloženo šikmo pod terénem, ale svisle v důlní šachtě, a elektrárna se nachází v podzemí.
Akumulační nádrž IV. stupně se nachází těsně pod městem Kremnica, přímo nad elektrárnou. Nízký objem ve srovnání s ostatními nádržemi je dán stísněnými poměry.
Parametry
- Objem 
  - Hrubý: 4 000 m3
  - Užitný 3 250 m3 (750 m3 usazovací nádrž)

Z nádrže vede tlakové potrubí ø 70 cm do vyrovnávací komory, odkud vedou 2 potrubí hornickou šachtou svisle dolů ke podzemní elektrárně.
Parametry
- Délka: 245 m (2x dilatované)
- Spád: 244,32 m
- Průměr
  - Nahoře: 50 cm
  - Dolů: 45 cm

Strojovna elektrárny IV. stupně je podzemní, postavena pod šachtou č. 4 v místě, kde se šachta křižuje s Hlavní (Ferdinandova) dědičnou štolou. V elektrárně jsou instalovány 3 Peltonovy turbíny a generátory s výkony 370, 380 a 1270 kW.

### Dědičná štola
Voda z elektrárny odtéká Hlavní dědičnou štolou (též Hlavní Ferdinandova dědičná štola, Dědičná štola císaře Ferdinanda, Svatokřížské dědičná štola), kterou využívá v délce 11,11 km. Mezi ústím štoly (nadmořská výška 255,7 m) a řekou Hron teče voda otevřeným kanálem dlouhým přibližně 350 m. Kanál ústí do Hrona mezi Žiarom nad Hronom a Šášovské Podhradie, na 147,282 říčním kilometru.

## Přístupnost pro veřejnost
Podzemní části vodního díla nejsou přístupné veřejnosti kvůli neuspokojivému tažnému stroji na šachtě 4.

## Energetický význam
Instalovaný výkon celé kaskády je 3,46 MW a využívá se zejména jako zdroj špičkové energie pro město Kremnica - vlastník, Kremnická důlní společnost sro, poskytuje špičkovou energii z elektráren výměnou za základní. Roční výroba v kaskádě je přibližně 16 GWh.